# Nintendo Entertainment Planning & Development
Nintendo Entertainment Planning and Development (任天堂企画制作本部, Nintendō Kikaku Seisaku Honbu) est un studio japonais de développement de jeux vidéo interne à la société Nintendo basé à Kyōto. Il est fondé en 2015 et résulte de la fusion des divisions Nintendo Entertainment Analysis and Development et Nintendo Software Planning and Development.

## Histoire
La division Nintendo Entertainment Planning and Development (EPD) est fondée le 16 septembre 2015 à la suite de la restructuration de ses studios internes lors de la prise de fonction de Tatsumi Kimishima en tant que PDG de la société Nintendo. Elle résulte de la fusion des divisions Nintendo Entertainment Analysis and Development et Nintendo Software Planning and Development,.
La division s'est attribuée les rôles de ses prédécesseurs en se concentrant sur le développement de jeux et de logiciels pour les plates-formes Nintendo et les appareils mobiles. Elle est également responsable de la gestion de la propriété intellectuelle de la société et de l'octroi de licences, ainsi que de la production et de la supervision du développement pour les studios externes. Le directeur général de la division est Shinya Takahashi, ancien chef de Nintendo SPD. Les directeurs généraux adjoints sont Yoshiaki Koizumi, Katsuya Eguchi, Eiji Aonuma et Hisashi Nogami, tandis que les directeurs principaux sont Kensuke Tanabe, Yoshio Sakamoto et Takashi Tezuka. Bien que les autres aient occupé ces postes depuis la création de la division, Aonuma, Tanabe et Nogami ont été promus à des postes plus élevés au sein de la division en 2019,.

## Structuration
Cette division est répartie en 10 groupes de production, dont 9 s'occupant du développement de jeux pour console et un groupe spécialisé dans les jeux pour mobile.
Deux organisations de groupes se distinguent : interne et externe.
- Interne : groupe s'occupant du développement de jeux (création et production)
- Externe : groupe supervisant le développement de jeux (coordination et autres procédures) en collaboration avec d'autres studios de développement.

| Groupe        | Type    | Manager          | Travaux |
| ------------- | ------- | ---------------- | --- |
| Co-Production | Externe | Toyokazu Nonaka  | Production et supervision des jeux non-developpés par Nintendo EPD mais édités par Nintendo (Pokémon, Kirby, Super Smash Bros., Xenoblade Chronicles, etc) |
| 3             | Interne | Makoto Miyanaga  | Franchise The Legend of Zelda |
| 4             | Interne | Kouichi Kawamoto | Jeux divers expérimentaux (Brain Age, Nintendo Badge Arcade, Miitopia, etc)                                                                                |
| 5             | Interne | Aya Kyogoku      | Franchise Splatoon et Animal Crossing |
| 6             | Externe | Risa Tabata      | Production et supervision des franchises Metroid Prime, Paper Mario, WarioWare, Luigi's Mansion et Donkey Kong Country                                     |
| 7             | Interne | Katsuya Yamano   | Franchises Metroid (2D), Famicom Detective Club, Tomodachi Life et Rhythm Paradise                                                                         |
| 8             | Interne | Kenta Motokura   | Franchises Super Mario (3D) et Donkey Kong |
| 9             | Interne | Kosuke Yabuki    | Franchises Mario Kart et ARMS |
| 10            | Interne | Hiroyuki Kimura  | Franchises Super Mario (2D) et Pikmin |
| Mobile        | Externe | Hideki Konno     | Production et supervision des jeux mobile |

## Titres développés

### Co-Production Group
"Nintendo EPD Co-Production Group" est le groupe en charge de la supervision des jeux développés par les studios appartenant à Nintendo ou par des partenaires. Lors de la création de Nintendo EPD en 2015, ce groupe était 2 groupes différents : "Production Group No. 1" et "Production Group No. 2". En 2020, les 2 groupes ont fusionné ensemble en tant que "Production Group No. 2", et ce n'est qu'en 2023 que le groupe a été renommé tel qu'il est nommé aujourd'hui.

Ce groupe est dirigé par Toyokazu Nonaka.
| Titre                                                        | Développeur(s)                       | Réalisateur(s)                                                       | Producteur(s)                                                                                      | Année | Plate(s)-forme(s)                |
| ------------------------------------------------------------ | ------------------------------------ | -------------------------------------------------------------------- | -------------------------------------------------------------------------------------------------- | ----- | -------------------------------- |
| Pokémon Picross                                              | Jupiter                              | Tomohiro Matsui                                                      | Masayuki Wada Eisuke Kasejima Hitoshi Yamagami Makoto Nakayama                                     | 2015  | Nintendo 3DS                     |
| Pokkén Tournament                                            | Bandai Namco Studios                 | Haruki Suzaki                                                        | Masaaki Hoshino                                                                                    | 2016  | Wii U                            |
| Détective Pikachu                                            | Creatures                            | Naoki Miyashita                                                      | Hiroyuki Jinnai Masamichi Anazawa Hirokazu Tanaka Takato Utsunomiya Takanori Sowa Hitoshi Yamagami | 2016  | Nintendo 3DS                     |
| My Nintendo Picross - The Legend of Zelda: Twilight Princess | Jupiter                              | -                                                                    | -                                                                                                  | 2016  | Nintendo 3DS                     |
| Kirby: Planet Robobot                                        | HAL Laboratory                       | Shinya Kumazaki Tatsuya Kamiyama                                     | Tadashi Kamitake Satoshi Mitsuhara Hitoshi Yamagami                                                | 2016  | Nintendo 3DS                     |
| Pokémon Soleil et Lune                                       | Game Freak                           | Shigeru Ohmori                                                       | Junichi Masuda Shin Uwai Takato Utsunomiya Hitoshi Yamagami                                        | 2016  | Nintendo 3DS                     |
| Team Kirby Clash Deluxe                                      | HAL Laboratory                       | Shinya Kumazaki Yumi Todo                                            | Tadashi Kamitake Satoshi Mitsuhara Hitoshi Yamagami                                                | 2017  | Nintendo 3DS                     |
| Fire Emblem Echoes: Shadows of Valentia                      | Intelligent Systems                  | Toshiyuki Kusakihara Kenta Nakanishi Genki Yokota                    | Masahiro Higuchi Hitoshi Yamagami                                                                  | 2017  | Nintendo 3DS                     |
| Kirby's Blowout Blast                                        | HAL Laboratory                       | Shinya Kumazaki Tatsuya Kamiyama                                     | Tadashi Kamitake Satoshi Mitsuhara Hitoshi Yamagami                                                | 2017  | Nintendo 3DS                     |
| Pokkén Tournament DX                                         | Bandai Namco Studios                 | Haruki Suzaki                                                        | Haruki Suzaki                                                                                      | 2017  | Nintendo Switch                  |
| Fire Emblem Warriors                                         | Omega Force Team Ninja               | Hiroya Usuda                                                         | Yosuke Hayashi                                                                                     | 2017  | New Nintendo 3DS Nintendo Switch |
| Kirby Battle Royale                                          | HAL Laboratory                       | Tadashi Kawai                                                        | Shinya Kumazaki Hiroyuki Hayashi Hitoshi Yamagami                                                  | 2017  | Nintendo 3DS                     |
| Pokémon Ultra-Soleil et Ultra-Lune                           | Game Freak                           | Kazumasa Iwao                                                        | Junichi Masuda Shigeru Ohmori Shin Uwai Takanori Sowa Takato Utsunomiya Hitoshi Yamagami           | 2017  | Nintendo 3DS                     |
| Xenoblade Chronicles 2                                       | Monolith Soft                        | Koh Kojima Genki Yokota                                              | Koh Kojima Hitoshi Yamagami Tetsuya Takahashi                                                      | 2017  | Nintendo Switch                  |
| Kirby Star Allies                                            | HAL Laboratory                       | Shinya Kumazaki Tatsuya Kamiyama                                     | Tadashi Kamitake Hitoshi Yamagami                                                                  | 2018  | Nintendo Switch                  |
| Pokémon Quest                                                | Game Freak                           | -                                                                    | Hitoshi Yamagami Kazunori Sugiura Takanori Sowa                                                    | 2018  | Nintendo Switch                  |
| Pokémon Let's Go, Pikachu et Let's Go, Évoli                 | Game Freak                           | Junichi Masuda                                                       | Shigeru Ohmori Hitoshi Yamagami Akira Kinashi Mikiko Ohashi Takanori Sowa Shin Uwai                | 2018  | Nintendo Switch                  |
| Tetris 99                                                    | Arika                                | Akito Kitamura Ryuichi Nakada Yuki Sakamoto                          | Ichirou Mihara Hitoshi Yamagami Akira Kinashi                                                      | 2019  | Nintendo Switch                  |
| Fire Emblem: Three Houses                                    | Intelligent Systems Koei Tecmo Games | Toshiyuki Kusakihara Genki Yokota Kenta Nakanishi Kazuyoshi Toriyama | Masahiro Higuchi Hitoshi Yamagami                                                                  | 2019  | Nintendo Switch                  |
| Astral Chain                                                 | PlatinumGames                        | Takahisa Taura Kaori Ando Makoto Okazaki                             | Eijiro Nishimura Hitoshi Yamagami Kenji Saito                                                      | 2019  | Nintendo Switch                  |
| Super Kirby Clash                                            | HAL Laboratory Vanpool               | Shinya Kumazaki Yumi Todo Tadashi Kawai Jun Tsuda                    | Tadashi Kamitake Hitoshi Yamagami                                                                  | 2019  | Nintendo Switch                  |
| Pokémon Épée et Bouclier                                     | Game Freak                           | Shigeru Ohmori                                                       | Junichi Masuda Hitoshi Yamagami Akira Kinashi Mikiko Ohashi Takanori Sowa Shin Uwai                | 2019  | Nintendo Switch                  |
| Pokémon Home                                                 | ILCA                                 | -                                                                    | -                                                                                                  | 2020  | Nintendo Switch                  |
| Pokémon Donjon Mystère : Équipe de secours DX                | Spike Chunsoft                       | Shin-ichiro Tomie Hironori Ishigami                                  | Seiichiro Nagahata Kunimi Kawamura Takato Utsunomiya Kazunori Sugiura Hitoshi Yamagami             | 2020  | Nintendo Switch                  |

| Titre                                                                | Développeur(s)                 | Réalisateur(s) | Producteur(s) | Année | Plate(s)-forme(s)                 |
| -------------------------------------------------------------------- | ------------------------------ | --- | --- | ----- | --------------------------------- |
| Mario Tennis: Ultra Smash                                            | Camelot                        | Shugo Takahashi | Hiroyuki Takahashi Shugo Takahashi Toshiharu Izuno                                                                                | 2015  | Wii U                             |
| Mario and Luigi: Paper Jam Bros.                                     | AlphaDream                     | Shunsuke Kobayashi Hiroyuki Kubota | Satoshi Kira Akira Otani Yoshihiko Maekawa Toshiharu Izuno                                                                        | 2015  | Nintendo 3DS                      |
| BoxBoxBoy!                                                           | HAL Laboratory                 | Yasuhiro Mukae | Isao Takahashi Tadashi Kamitake Satoshi Mitsuhara Keisuke Terasaki                                                                | 2016  | Nintendo 3DS                      |
| Mario et Sonic aux Jeux olympiques de Rio 2016                       | Sega Sports R&D                | Eigo Kasahara Hiroshi Miyamoto | Nobuya Ohashi Yoshiaki Onishi Toyokazu Nonaka                                                                                     | 2016  | Nintendo 3DS Wii U                |
| Mario Party: Star Rush                                               | NDcube                         | Shuichiro Nishiya | Yoshinori Tsuchiyama Keisuke Terasaki Toyokazu Nonaka Toshiaki Suzuki Atsushi Ikeda Kenji Kikuchi                                 | 2016  | Nintendo 3DS                      |
| Poochy & Yoshi's Woolly World                                        | Good-Feel                      | Kazumasa Yonetani | Etsunobu Ebisu Emi Watanabe Nobuo Matsumiya Takashi Tezuka                                                                        | 2017  | Nintendo 3DS                      |
| Bye-Bye BoxBoy!                                                      | HAL Laboratory                 | Yasuhiro Mukae | Isao Takahashi Tadashi Kamitake Satoshi Mitsuhara Keisuke Terasaki                                                                | 2017  | Nintendo 3DS                      |
| Snipperclips : Les deux font la paire                                | SFB Games                      | Adam Vian | Masamichi Abe Todd Buechele Takao Nakano Toyokazu Nonaka                                                                          | 2017  | Nintendo Switch                   |
| Mario Sports Superstars                                              | Bandai Namco Studios Camelot   | Naohiro Hayashi Hidenori Yamauchi Mitsuo Kashiwagi Masamichi Yamazaki Shintaro Kiyota Kenji Fujioka Reiko Kitao Shugo Takahashi Kodai Matsumoto Tomohiro Yamamura | Fumihiro Suzuki Masaya Kobayashi Hiroyuki Takahashi Shugo Takahashi Toshiharu Izuno Shinya Saito Keisuke Terasaki Toyokazu Nonaka | 2017  | Nintendo 3DS                      |
| Ever Oasis                                                           | Grezzo                         | Koichi Ishii Hidetomo Saito Ayako Moriwaki Tomohiro Yamamura | Koichi Ishii Toyokazu Nonaka Toshiharu Izuno Keisuke Terasaki                                                                     | 2017  | Nintendo 3DS                      |
| Hey! Pikmin                                                          | Arzest                         | Tomohide Hayashi | Naoto Ōshima Takashi Tezuka | 2017  | Nintendo 3DS                      |
| Mario + The Lapins Crétins: Kingdom Battle                           | Ubisoft                        | Davide Soliani | Xavier Manzanares Gian Marco Zanna Toyokazu Nonaka                                                                                | 2017  | Nintendo Switch                   |
| Mario et Luigi: Superstar Saga + Les sbires de Bowser                | AlphaDream                     | Shunsuke Kobayashi Tomomi Sano | Akira Otani Toshiharu Izuno Yoshihiko Maekawa Keisuke Terasaki Toyokazu Nonaka                                                    | 2017  | Nintendo 3DS                      |
| Mario Party: The Top 100                                             | NDcube                         | Tsutomu Komiyama | Miyuki Hirose Keisuke Terasaki Toyokazu Nonaka Toshiaki Suzuki Atsushi Ikeda Kenji Kikuchi                                        | 2017  | Nintendo 3DS                      |
| Mario Tennis Aces                                                    | Camelot                        | Shugo Takahashi Tomohiro Yamamura | Hiroyuki Takahashi Shugo Takahashi Toshiharu Izuno Toyokazu Nonaka Keisuke Terasaki                                               | 2018  | Nintendo Switch                   |
| Super Mario Party                                                    | NDcube                         | Shuichiro Nishiya | Yoshiaki Onishi Toshiaki Suzuki Toyokazu Nonaka Kenji Kikuchi Keisuke Terasaki Atsushi Ikeda                                      | 2018  | Nintendo Switch                   |
| Super Smash Bros. Ultimate                                           | Sora Ltd. Bandai Namco Studios | Masahiro Sakurai | Shinya Saito Yoshito Higuchi | 2018  | Nintendo Switch                   |
| Mario et Luigi : Voyage au centre de Bowser + L'épopée de Bowser Jr. | AlphaDream                     | Shunsuke Kobayashi Yoshinori Tsuchiyama Tomomi Sano | Yoshihiko Maekawa Akira Otani Toshiharu Izuno Keisuke Terasaki Toyokazu Nonaka                                                    | 2018  | Nintendo 3DS                      |
| Kirby: Au fil de la grande aventure                                  | Good-Feel HAL Laboratory       | Kentaro Sei Kazumasa Yonetani | Nobuo Matsumiya Emi Watanabe Masanobu Yamamoto Etsunobu Ebisu Shigefumi Kawase Toyokazu Nonaka Keisuke Terasaki                   | 2019  | Nintendo 3DS                      |
| Yoshi's Crafted World                                                | Good-Feel                      | Masahiro Yamamoto Kentaro Sei Takanori Mori | Etsunobu Ebisu Nobuo Matsumiya Emi Watanabe Takashi Tezuka                                                                        | 2019  | Nintendo Switch                   |
| BoxBoy! + BoxGirl!                                                   | HAL Laboratory                 | Taku Koinuma | Isao Takahashi Yasuhiro Mukae Toyokazu Nonaka                                                                                     | 2019  | Nintendo Switch                   |
| Mario et Sonic aux Jeux olympiques de Tokyo 2020                     | Sega                           | Naohiro Hirao | Nobuya Ohashi | 2019  | Nintendo Switch                   |
| Xenoblade Chronicles: Definitive Edition                             | Monolith Soft                  | Shigekazu Yamada Yuki Sakamoto | Genki Yokota Shigekazu Yamada Katsuya Eguchi Toyokazu Nonaka Akira Kinashi                                                        | 2020  | Nintendo Switch                   |
| 51 Worldwide Games                                                   | NDcube                         | Atsushi Nakao | Misaki Hiraga Toshiaki Suzuki Toyokazu Nonaka Takashi Tezuka Katsuya Eguchi                                                       | 2020  | Nintendo Switch                   |
| Pokémon Café ReMix                                                   | Genius Sonority                | Yoshinori Obishaku | Akira Kinashi Toyokazu Nonaka Michihito Shimizu                                                                                   | 2020  | Nintendo Switch iOS / Android     |
| Kirby Fighters 2                                                     | HAL Laboratory Vanpool         | Shinya Kumazaki Tadashi Kawai Yumi Todo Jun Taniguchi | Tadashi Kamitake Jun Tsuda Toyokazu Nonaka Akira Kinashi                                                                          | 2020  | Nintendo Switch                   |
| Super Mario Bros. 35                                                 | Arika                          | - | - | 2020  | Nintendo Switch                   |
| Part Time UFO                                                        | HAL Laboratory                 | Teruhiko Suzuki | Yoshiya Taniguchi Toyokazu Nonaka Akira Kinashi                                                                                   | 2020  | Nintendo Switch                   |
| New Pokémon Snap                                                     | Bandai Namco Studios           | Haruki Suzaki | Jun Omura Takato Utsunomiya Kazunori Sugiura Toyokazu Nonaka Akira Kinashi                                                        | 2021  | Nintendo Switch                   |
| Mario Golf: Super Rush                                               | Camelot                        | Shugo Takahashi Tomohiro Yamamura Kodai Matsumoto | Shinya Saito Toyokazu Nonaka Hiroyuki Takahashi Shugo Takahashi                                                                   | 2021  | Nintendo Switch                   |
| Mario Party Superstars                                               | NDcube                         | Takeru Sugimoto | Misaki Hiraga Toshiaki Suzuki Toyokazu Nonaka Kenji Kikuchi Atsushi Ikeda                                                         | 2021  | Nintendo Switch                   |
| Pokémon Diamant Étincelant et Perle Scintillante                     | ILCA                           | Yuichi Ueda Junichi Masuda | Akira Kinashi Toyokazu Nonaka Takanori Sowa Kenji Endo Shunsuke Kohori                                                            | 2021  | Nintendo Switch                   |
| Légendes Pokémon : Arceus                                            | Game Freak                     | Kazumasa Iwao | Shigeru Ohmori Akira Kinashi Toyokazu Nonaka Takanori Sowa Kenji Endo                                                             | 2022  | Nintendo Switch                   |
| Kirby et le monde oublié                                             | HAL Laboratory                 | Shinya Kumazaki Tatsuya Kamiyama | Kei Ninomiya Tadashi Kamitake Toyokazu Nonaka Akira Kinashi                                                                       | 2022  | Nintendo Switch Nintendo Switch 2 |
| Fire Emblem Warriors: Three Hopes                                    | Omega Force Team Ninja         | Hayato Iwata | Hideo Suzuki Yosuke Hayashi | 2022  | Nintendo Switch                   |
| Xenoblade Chronicles 3                                               | Monolith Soft                  | Koh Kojima Genki Yokota | Yuki Sakamoto Koh Kojima Genki Yokota Tomohiro Hagiwara Katsuya Eguchi Toyokazu Nonaka Shinya Takahashi                           | 2022  | Nintendo Switch                   |
| Kirby's Dream Buffet                                                 | HAL Laboratory                 | Shinya Kumazaki Shota Yamada | Tadashi Kamitake Toyokazu Nonaka                                                                                                  | 2022  | Nintendo Switch                   |
| Mario + The Lapins Crétins: Sparks of Hope                           | Ubisoft                        | Davide Soliani | Xavier Manzanares Toyokazu Nonaka                                                                                                 | 2022  | Nintendo Switch                   |
| Bayonetta 3                                                          | PlatinumGames                  | Hideki Kamiya Yusuke Miyata | Yuji Nakao Makoto Okazaki Genki Yokota Toyokazu Nonaka                                                                            | 2022  | Nintendo Switch                   |
| Pokémon Écarlate et Violet                                           | Game Freak                     | Shigeru Ohmori | Akira Kinashi Toyokazu Nonaka Takanori Sowa Kenji Endo                                                                            | 2022  | Nintendo Switch                   |
| Fire Emblem Engage                                                   | Intelligent Systems            | Tsutomu Tei Kenta Nakanishi | Masahiro Higuchi Genki Yokota Toyokazu Nonaka Kohei Maeda                                                                         | 2023  | Nintendo Switch                   |
| Kirby's Return to Dream Land Deluxe                                  | HAL Laboratory                 | Shinya Kumazaki Yutaka Watanabe | Kei Ninomiya Tadashi Kamitake Jun Tsuda Toyokazu Nonaka                                                                           | 2023  | Nintendo Switch                   |
| Bayonetta Origins: Cereza and the Lost Demon                         | PlatinumGames                  | Abebe Tinari | Koji Tanaka | 2023  | Nintendo Switch                   |
| Advance Wars 1+2: Re-Boot Camp                                       | WayForward                     | James Montagna | Joe DiDonato Joel Youkhanna | 2023  | Nintendo Switch                   |

| Titre                                      | Développeur(s)                 | Réalisateur(s)                               | Producteur(s)                                                         | Année   | Plate(s)-forme(s)                 |
| ------------------------------------------ | ------------------------------ | -------------------------------------------- | --------------------------------------------------------------------- | ------- | --------------------------------- |
| F-Zero 99                                  | NST                            | Chris Polney                                 | Takao Nakano Shinya Saito                                             | 2023    | Nintendo Switch                   |
| Le Retour de Détective Pikachu             | Creatures                      | Katsuyoshi Irie Yasunori Yanagisawa          | Hiroyuki Jinnai Masamichi Anazawa Akira Kinashi Shinya Saito          | 2023    | Nintendo Switch                   |
| Super Mario RPG                            | ArtePiazza                     | Ayako Moriwaki                               | Toyokazu Nonaka Shinya Saito                                          | 2023    | Nintendo Switch                   |
| Another Code: Recollection                 | Arc System Works               | Tetsuro Shoji                                | Shinya Saito Satoshi Shimada Toyokazu Nonaka                          | 2024    | Nintendo Switch                   |
| Mario vs. Donkey Kong                      | NST                            | Vivek Melwani                                | Masamichi Abe Shinya Saito Takao Nakano                               | 2024    | Nintendo Switch                   |
| Princess Peach: Showtime!                  | Good-Feel                      | Etsunobu Ebisu Takanori Mori Erika Tsukahara | Etsunobu Ebisu Nobuo Matsumiya Shinya Saito                           | 2024    | Nintendo Switch                   |
| Endless Ocean Luminous                     | Arika                          | Akito Kitamura                               | Akira Kinashi Shinya Saito                                            | 2024    | Nintendo Switch                   |
| Super Mario Party Jamboree                 | Nintendo Cube                  | Takeru Sugimoto                              | Misaki Hiraga Toshiaki Suzuki Shinya Saito Kenji Kikuchi              | 2024    | Nintendo Switch Nintendo Switch 2 |
| Mario et Luigi : L'Épopée fraternelle      | Acquire                        | Haruyuki Ohashi                              | Masahiro Kumono Takuma Endo Tomoki Fukushima Akira Otani Shinya Saito | 2024    | Nintendo Switch                   |
| Donkey Kong Country Returns HD             | Forever Entertainment          | Adam Marciniuk                               | Zbigniew Dębicki Shinya Saito Takao Nakano                            | 2025    | Nintendo Switch                   |
| Xenoblade Chronicles X: Definitive Edition | Monolith Soft                  | Shigekazu Yamada Jun Yoshioka                | Koh Kojima Genki Yokota Yuki Sakamoto Tomohiro Hagiwara Shinya Saito  | 2025    | Nintendo Switch                   |
| Légendes Pokémon : Z-A                     | Game Freak                     | Haruka Tochigi                               | -                                                                     | 2025    | Nintendo Switch Nintendo Switch 2 |
| Kirby Air Riders                           | Sora Ltd. Bandai Namco Studios | Masahiro Sakurai                             | -                                                                     | 2025    | Nintendo Switch 2                 |
| The Duskbloods                             | FromSoftware                   | -                                            | -                                                                     | 2026    | Nintendo Switch 2                 |
| Pokémon Champions                          | The Pokémon Works Game Freak   | Masafumi Nukita                              | -                                                                     | À venir | Nintendo Switch                   |

### Production Group No. 3
"Nintendo EPD Production Group No. 3" est le groupe en charge de la franchise The Legend of Zelda.

Ce groupe est dirigé par Makoto Miyanaga.
| Titre                                                                            | Réalisateur(s)                     | Producteur(s)             | Année | Plate(s)-forme(s)                       |
| -------------------------------------------------------------------------------- | ---------------------------------- | ------------------------- | ----- | --------------------------------------- |
| The Legend of Zelda: Tri Force Heroes (avec le support de Grezzo et 1-UP Studio) | Hiromasa Shikata                   | Eiji Aonuma               | 2015  | Nintendo 3DS                            |
| The Legend of Zelda: Breath of the Wild (avec le support de Monolith Soft)       | Hidemaro Fujibayashi Daiki Iwamoto | Eiji Aonuma               | 2017  | Wii U Nintendo Switch Nintendo Switch 2 |
| The Legend of Zelda: Link's Awakening (avec le support de Grezzo)                | Mikiharu Oiwa                      | Eiji Aonuma               | 2019  | Nintendo Switch                         |
| The Legend of Zelda: Tears of the Kingdom (avec le support de Monolith Soft)     | Hidemaro Fujibayashi               | Eiji Aonuma Daiki Iwamoto | 2023  | Nintendo Switch Nintendo Switch 2       |
| The Legend of Zelda: Echoes of Wisdom (avec le support de Grezzo)                | Satoshi Terada Tomomi Sano         | Eiji Aonuma Daiki Iwamoto | 2024  | Nintendo Switch                         |

| Titre                                     | Développeur(s)         | Réalisateur(s)   | Producteur(s)    | Année | Plate(s)-forme(s) |
| ----------------------------------------- | ---------------------- | ---------------- | ---------------- | ----- | ----------------- |
| Hyrule Warriors Legends                   | Omega Force Team Ninja | Hiroya Usuda     | Yosuke Hayashi   | 2016  | Nintendo 3DS      |
| The Legend of Zelda: Twilight Princess HD | Tantalus Media         | Tomomi Sano      | Eiji Aonuma      | 2016  | Wii U             |
| Hyrule Warriors: Definitive Edition       | Omega Force Team Ninja | Kenzo Kobori     | Yosuke Hayashi   | 2018  | Nintendo Switch   |
| Cadence of Hyrule                         | Brace Yourself Games   | Ryan Clark       | Makoto Isobe     | 2019  | Nintendo Switch   |
| Hyrule Warriors : L'Ère du fléau          | Omega Force Team Ninja | Ryota Matsushita | Yosuke Hayashi   | 2020  | Nintendo Switch   |
| The Legend of Zelda: Skyward Sword HD     | Tantalus Media         | Daiki Iwamoto    | Eiji Aonuma      | 2021  | Nintendo Switch   |
| Hyrule Warriors : Les Chroniques du sceau | AAA Games Studio       | -                | Ryota Matsushita | 2025  | Nintendo Switch 2 |

### Production Group No. 4
"Nintendo EPD Production Group No. 4" est le groupe en charge de divers jeux expérimentaux. Ils ont aussi travaillé avec Nintendo Platform Technology Development sur Horizon, le système d'exploitation des Nintendo Switch et Nintendo Switch 2, ainsi que sur Alarmo, un réveil musical sorti fin 2024.

Ce groupe est dirigé par Kouichi Kawamoto.
| Titre                                                                                                  | Réalisateur(s)                       | Producteur(s)                                                                       | Année | Plate(s)-forme(s) |
| --- | ------------------------------------ | ----------------------------------------------------------------------------------- | ----- | ----------------- |
| Star Fox Zero (avec le support de PlatinumGames)                                                       | Yugo Hayashi Yusuke Hashimoto        | Shigeru Miyamoto Tadashi Sugiyama Atsushi Inaba Hiroshi Matsunaga Takanori Fukuyama | 2016  | Wii U             |
| Star Fox Guard (avec le support de PlatinumGames)                                                      | Yugo Hayashi Yusuke Hashimoto        | Shigeru Miyamoto Tadashi Sugiyama Atsushi Inaba Hiroshi Matsunaga Takanori Fukuyama | 2016  | Wii U             |
| Place Mii StreetPass : Circuit Automobile StreetPass Trader StreetPass (avec le support de Good-Feel)  | Tomoya Sugiyama                      | Kouichi Kawamoto Toyokazu Nonaka Ryusuke Niitani Yoshiaki Onishi Masahiro Shiotani  | 2016  | Nintendo 3DS      |
| Place Mii StreetPass : Ninja StreetPass Cuisine héroïque StreetPass (avec le support de Prope)         | Yuji Naka                            | Kouichi Kawamoto Toyokazu Nonaka Ryusuke Niitani Yoshiaki Onishi Masahiro Shiotani  | 2016  | Nintendo 3DS      |
| Place Mii StreetPass : Explorateur StreetPass (avec le support de Arzest)                              | Satoshi Imaeda                       | Kouichi Kawamoto Toyokazu Nonaka Ryusuke Niitani Yoshiaki Onishi Masahiro Shiotani  | 2016  | Nintendo 3DS      |
| Miitopia                                                                                               | Yuichiro Ito                         | Takayuki Shimamura Kouichi Kawamoto                                                 | 2016  | Nintendo 3DS      |
| 1-2-Switch                                                                                             | -                                    | Takayuki Shimamura Kouichi Kawamoto                                                 | 2017  | Nintendo Switch   |
| Nintendo Labo - Toy-Con 1 : Multi-kit                                                                  | Tsubasa Sakaguchi Takayuki Shimamura | Kouichi Kawamoto                                                                    | 2018  | Nintendo Switch   |
| Nintendo Labo - Toy-Con 02 : Kit robot                                                                 | Tsubasa Sakaguchi Takayuki Shimamura | Kouichi Kawamoto                                                                    | 2018  | Nintendo Switch   |
| Nintendo Labo - Toy-Con 03 : Kit véhicules                                                             | Tsubasa Sakaguchi Takayuki Shimamura | Kouichi Kawamoto                                                                    | 2018  | Nintendo Switch   |
| Nintendo Labo - Toy-Con 04 : Kit VR                                                                    | Tsubasa Sakaguchi Takayuki Shimamura | Kouichi Kawamoto                                                                    | 2019  | Nintendo Switch   |
| Ring Fit Adventure (avec le support de 1-UP Studio)                                                    | Hiroshi Matsunaga Shinji Kitahara    | Takayuki Shimamura Kouichi Kawamoto                                                 | 2019  | Nintendo Switch   |
| Programme d’entraînement cérébral du Dr Kawashima pour Nintendo Switch (avec le support de indieszero) | Kenta Kubo                           | Takayuki Shimamura Kouichi Kawamoto                                                 | 2019  | Nintendo Switch   |
| Jump Rope Challenge                                                                                    | -                                    | -                                                                                   | 2020  | Nintendo Switch   |
| Mario Kart Live: Home Circuit (avec le support de Velan Studios et NERD)                               | Dan Doptis                           | Yosuke Tamori Hiroshi Matsunaga Toyokazu Nonaka                                     | 2020  | Nintendo Switch   |
| Miitopia (avec le support de Grezzo)                                                                   | Yuichiro Ito                         | Takayuki Shimamura Kouichi Kawamoto                                                 | 2021  | Nintendo Switch   |
| L'Atelier du jeu vidéo                                                                                 | -                                    | -                                                                                   | 2021  | Nintendo Switch   |
| Cérébrale Académie : bataille de méninges (avec le support de indieszero)                              | Kenta Kubo                           | Kouichi Kawamoto Hiromasa Shikata                                                   | 2021  | Nintendo Switch   |
| Nintendo Switch Sports                                                                                 | Yoshikazu Yamashita                  | Kouichi Kawamoto Hiromasa Shikata                                                   | 2022  | Nintendo Switch   |
| Everybody 1-2-Switch! (avec le support de NDcube)                                                      | Yusuke Akifusa                       | Kouichi Kawamoto Hiromasa Shikata                                                   | 2023  | Nintendo Switch   |
| Nintendo World Championships: NES Edition (avec le support de indieszero)                              | Kenta Kubo Hirotaka Watanabe         | Kouichi Kawamoto Hiromasa Shikata                                                   | 2024  | Nintendo Switch   |
| Nintendo Switch Online: Playtest Program                                                               | -                                    | -                                                                                   | 2024  | Nintendo Switch   |
| Nintendo Switch 2 Welcome Tour (avec le support de Nintendo Cube)                                      | -                                    | -                                                                                   | 2025  | Nintendo Switch 2 |
| Drag x Drive                                                                                           | Yoshinori Konishi                    | Hisashi Nogami                                                                      | 2025  | Nintendo Switch 2 |

### Production Group No. 5
"Nintendo EPD Production Group No. 5" est le groupe en charge des franchises Splatoon et Animal Crossing.

Ce groupe est dirigé par Aya Kyogoku.
| Titre | Réalisateur(s)                         | Producteur(s)  | Année   | Plate(s)-forme(s) |
| --- | -------------------------------------- | -------------- | ------- | ----------------- |
| Animal Crossing: Amiibo Festival (avec le support de NDcube)                                                          | Aya Kyogoku                            | Hisashi Nogami | 2015    | Wii U             |
| Splatoon 2 (avec le support de Monolith Soft)                                                                         | Yusuke Amano Seita Inoue Shintaro Sato | Hisashi Nogami | 2017    | Nintendo Switch   |
| Animal Crossing: Pocket Camp (avec le support de DeNA, NDcube et Nintendo EPD Smart Device Production Group)          | -                                      | Hideki Konno   | 2017    | iOS / Android     |
| Animal Crossing: New Horizons (avec le support de Monolith Soft et 1-UP Studio)                                       | Aya Kyogoku                            | Hisashi Nogami | 2020    | Nintendo Switch   |
| Splatoon 3 (avec le support de Monolith Soft)                                                                         | Shintaro Sato Seita Inoue              | Hisashi Nogami | 2022    | Nintendo Switch   |
| Animal Crossing: Pocket Camp Complete (avec le support de DeNA, NDcube et Nintendo EPD Smart Device Production Group) | -                                      | Hideki Konno   | 2024    | iOS / Android     |
| Splatoon Raiders | -                                      | Hisashi Nogami | À venir | Nintendo Switch 2 |

### Production Group No. 6
"Nintendo EPD Production Group No. 6" est le groupe en charge de la supervision de divers jeux ainsi que des franchises Metroid Prime, Paper Mario, WarioWare, Luigi's Mansion et Donkey Kong Country.

Ce groupe est dirigé par Risa Tabata.
| Titre                                    | Développeur(s)      | Réalisateur(s)               | Producteur(s) | Année | Plate(s)-forme(s)                 |
| ---------------------------------------- | ------------------- | ---------------------------- | --- | ----- | --------------------------------- |
| Mini-Mario and Friends: Amiibo Challenge | NST                 | Stephen Mortimer             | Mika Kurosawa David Carlson Junko Knudson Akiya Sakamoto Kensuke Tanabe                                                               | 2016  | Nintendo 3DS Wii U                |
| Metroid Prime: Federation Force          | Next Level Games    | Jason Carr                   | Bjorn Nash Eric Randall Ken Yeeloy Paul Martin Rob Davidson Kensuke Tanabe                                                            | 2016  | Nintendo 3DS                      |
| Paper Mario: Color Splash                | Intelligent Systems | Naohiko Aoyama Taro Kudo     | Risa Tabata Kensuke Tanabe | 2016  | Wii U                             |
| Donkey Kong Country: Tropical Freeze     | Retro Studios       | Ryan Harris                  | Pete Nielsen Nick Shaw | 2018  | Nintendo Switch                   |
| WarioWare Gold                           | Intelligent Systems | Goro Abe Youichi Tada        | Kensuke Tanabe Toshio Sengoku Naoki Nakano                                                                                            | 2018  | Nintendo 3DS                      |
| Luigi's Mansion                          | Grezzo              | Katsumi Kaga Shingo Watanabe | Koichi Ishii Kensuke Tanabe | 2018  | Nintendo 3DS                      |
| Luigi's Mansion 3                        | Next Level Games    | Bryce Holliday               | Alex MacFarlane Bjorn Nash Carmine Carpino Erin Sand Ken Yeeloy Paul Martin Rudy Mankovits Jason Obertas Michael WIlle Kensuke Tanabe | 2019  | Nintendo Switch                   |
| Paper Mario: The Origami King            | Intelligent Systems | Masahiko Nagaya              | Risa Tabata Kensuke Tanabe | 2020  | Nintendo Switch                   |
| WarioWare: Get It Together!              | Intelligent Systems | Goro Abe Yu Yamanaka         | Kensuke Tanabe Toshio Sengoku Atsushi Ikuno Naoki Nakano                                                                              | 2021  | Nintendo Switch                   |
| Mario Strikers: Battle League Football   | Next Level Games    | Devon Blanchet               | Kensuke Tanabe Yoshihito Ikebata | 2022  | Nintendo Switch                   |
| Metroid Prime Remastered                 | Retro Studios       | Dylan Jobe                   | Marisa Palumbo Kensuke Tanabe Risa Tabata                                                                                             | 2023  | Nintendo Switch                   |
| WarioWare: Move It!                      | Intelligent Systems | Goro Abe Waki Shigeta        | Kensuke Tanabe Shinya Saito Atsushi Ikuno                                                                                             | 2023  | Nintendo Switch                   |
| Paper Mario : La Porte Millénaire        | Intelligent Systems | Masahiko Nagaya              | Atsushi Ikuno Taku Sugioka Risa Tabata Shinya Saito                                                                                   | 2024  | Nintendo Switch                   |
| Luigi's Mansion 2 HD                     | Tantalus Media      | -                            | Geoff Koch Steve Jude David Giles David Doe Kensuke Tanabe Shinya Saito                                                               | 2024  | Nintendo Switch                   |
| Metroid Prime 4: Beyond                  | Retro Studios       | -                            | - | 2025  | Nintendo Switch Nintendo Switch 2 |

### Production Group No. 7
"Nintendo EPD Production Group No. 7" est le groupe en charge des franchises Metroid (2D), Famicom Detective Club, Tomodachi Life et Rhythm Paradise.

Ce groupe est dirigé par Katsuya Yamano.
| Titre | Réalisateur(s)                                             | Producteur(s)                               | Année | Plate(s)-forme(s) |
| --- | ---------------------------------------------------------- | ------------------------------------------- | ----- | ----------------- |
| Miitomo (avec le support de Nintendo EPD Smart Device Production Group)                                                | Ryutaro Takahashi Kazuki Yoshihara Munetaka Tsuda          | Yoshio Sakamoto Hideki Konno Kiyoshi Mizuki | 2016  | iOS / Android     |
| Metroid: Samus Returns (avec le support de MercurySteam)                                                               | Jose Luis Márquez Takehiko Hosokawa Fumi Hayashi           | Yoshio Sakamoto                             | 2017  | Nintendo 3DS      |
| Dr. Mario World (avec le support de Line Corporation, NHN Entertainment et Nintendo EPD Smart Device Production Group) | Kazuki Yoshihara Soojin Lee                                | Hideki Konno                                | 2019  | iOS / Android     |
| Famicom Detective Club: The Missing Heir (avec le support de Mages)                                                    | Tsuyoshi Tonosaki Hideo Sudo                               | Yoshio Sakamoto Makoto Asada                | 2021  | Nintendo Switch   |
| Famicom Detective Club: The Girl Who Stands Behind (avec le support de Mages)                                          | Yasuhiko Nomura                                            | Yoshio Sakamoto Makoto Asada                | 2021  | Nintendo Switch   |
| Metroid Dread (avec le support de MercurySteam)                                                                        | Fumi Hayashi Takehiko Hosokawa Christian Fernández Santiso | Yoshio Sakamoto Ánima Berriatúa             | 2021  | Nintendo Switch   |
| Emio – L'Homme au sourire : Famicom Detective Club (avec le support de Mages)                                          | -                                                          | Kaori Miyachi Yoshio Sakamoto Makoto Asada  | 2024  | Nintendo Switch   |

### Production Group No. 8
"Nintendo EPD Production Group No. 8" (aussi appelé "Nintendo EPD Tokyo") est le groupe en charge des franchises Super Mario (3D) et Donkey Kong.

Ce groupe est dirigé par Kenta Motokura.
| Titre                                                                        | Réalisateur(s)                 | Producteur(s)                     | Année | Plate(s)-forme(s)            |
| ---------------------------------------------------------------------------- | ------------------------------ | --------------------------------- | ----- | ---------------------------- |
| Super Mario Odyssey (avec le support de 1-UP Studio)                         | Kenta Motokura                 | Koichi Hayashida Yoshiaki Koizumi | 2017  | Nintendo Switch              |
| Captain Toad: Treasure Tracker (avec le support de 1-UP Studio et NST)       | -                              | -                                 | 2018  | Nintendo 3DS Nintendo Switch |
| Super Mario 3D All-Stars (avec le support de 1-UP Studio et NERD)            | -                              | Kenta Motokura                    | 2020  | Nintendo Switch              |
| Super Mario 3D World + Bowser's Fury (avec le support de 1-UP Studio et NST) | -                              | Kenta Motokura                    | 2021  | Nintendo Switch              |
| Donkey Kong Bananza (avec le support de 1-UP Studio et tri-Crescendo)        | Kazuya Takahashi Wataru Tanaka | Kenta Motokura                    | 2025  | Nintendo Switch 2            |

### Production Group No. 9
"Nintendo EPD Production Group No. 9" est le groupe en charge des franchises Mario Kart et ARMS.

Ce groupe est dirigé par Kosuke Yabuki.
| Titre                                                                                    | Réalisateur(s)                                | Producteur(s)                             | Année | Plate(s)-forme(s) |
| ---------------------------------------------------------------------------------------- | --------------------------------------------- | ----------------------------------------- | ----- | ----------------- |
| Mario Kart 8 Deluxe (avec le support de Bandai Namco Studios)                            | Yusuke Shiraiwa                               | Hideki Konno Kosuke Yabuki Yasuyuki Oyagi | 2017  | Nintendo Switch   |
| ARMS                                                                                     | Kenta Sato Masaaki Ishikawa Shintaro Jikumaru | Kosuke Yabuki                             | 2017  | Nintendo Switch   |
| Mario Kart Tour (avec le support de DeNA et Nintendo EPD Smart Device Production Group)  | Kosuke Yabuki Yugo Hayashi Shinya Fujiwara    | Kosuke Yabuki                             | 2019  | iOS / Android     |
| Mario Kart World (avec le support de Monolith Soft, 1-UP Studio et Bandai Namco Studios) | Kenta Sato                                    | Kosuke Yabuki                             | 2025  | Nintendo Switch 2 |

### Production Group No. 10
"Nintendo EPD Production Group No. 9" est le groupe en charge des franchises Super Mario (2D) et Pikmin.

Ce groupe est dirigé par Hiroyuki Kimura.
| Titre                                                                           | Réalisateur(s)                                               | Producteur(s)                                    | Année | Plate(s)-forme(s) |
| ------------------------------------------------------------------------------- | ------------------------------------------------------------ | ------------------------------------------------ | ----- | ----------------- |
| Super Mario Maker for Nintendo 3DS (avec le support de NST)                     | Yosuke Oshino Mika Kurosawa                                  | Takashi Tezuka Shigeki Yamashiro Hiroyuki Kimura | 2016  | Nintendo 3DS      |
| Super Mario Run (avec le support de Nintendo EPD Smart Device Production Group) | -                                                            | Shigeru Miyamoto Takashi Tezuka                  | 2016  | iOS / Android     |
| New Super Mario Bros. U Deluxe                                                  | Shiro Mouri Masashi Onishi                                   | Takashi Tezuka Hiroyuki Kimura                   | 2019  | Nintendo Switch   |
| Super Mario Maker 2                                                             | Yosuke Oshino Fumiya Nakano                                  | Takashi Tezuka Hiroyuki Kimura                   | 2019  | Nintendo Switch   |
| Pikmin 3 Deluxe (avec le support de Eighting)                                   | Yuji Kando                                                   | Takashi Tezuka                                   | 2020  | Nintendo Switch   |
| Pikmin 4 (avec le support de Eighting)                                          | Yuji Kando Tetsushi Tsunoda Daisuke Warashina Ayako Moriwaki | Takashi Tezuka                                   | 2023  | Nintendo Switch   |
| Super Mario Bros. Wonder                                                        | Shiro Mouri                                                  | Takashi Tezuka                                   | 2023  | Nintendo Switch   |

### Smart Device Production Group
"Nintendo EPD Smart Device Production Group" est le groupe en charge des jeux mobile.

Ce groupe est dirigé par Hideki Konno.
| Titre                                                                             | Réalisateur(s)                                    | Producteur(s)                               | Année | Plate(s)-forme(s) |
| --------------------------------------------------------------------------------- | ------------------------------------------------- | ------------------------------------------- | ----- | ----------------- |
| Miitomo (avec le support de EPD 7)                                                | Ryutaro Takahashi Kazuki Yoshihara Munetaka Tsuda | Yoshio Sakamoto Hideki Konno Kiyoshi Mizuki | 2016  | iOS / Android     |
| Pokémon GO (avec le support de Niantic jusqu'en 2025, puis de Scopely)            | -                                                 | -                                           | 2016  | iOS / Android     |
| Super Mario Run (avec le support de EPD 10)                                       | -                                                 | Shigeru Miyamoto Takashi Tezuka             | 2016  | iOS / Android     |
| Fire Emblem Heroes (avec le support de Intelligent Systems et DeNA)               | Kouhei Maeda Shingo Matsushita Tetsuo Hatanaka    | Masahiro Higuchi Yu Sasaki Hideki Konno     | 2017  | iOS / Android     |
| Animal Crossing: Pocket Camp (avec le support de DeNA, NDcube et EPD 5)           | -                                                 | Hideki Konno                                | 2017  | iOS / Android     |
| Dr. Mario World (avec le support de Line Corporation, NHN Entertainment et EPD 7) | Kazuki Yoshihara Soojin Lee                       | Hideki Konno                                | 2019  | iOS / Android     |
| Mario Kart Tour (avec le support de DeNA et EPD 9)                                | Kosuke Yabuki Yugo Hayashi Shinya Fujiwara        | Kosuke Yabuki                               | 2019  | iOS / Android     |
| Pikmin Bloom (avec le support de Niantic jusqu'en 2025, puis de Scopely)          | -                                                 | -                                           | 2021  | iOS / Android     |
| Animal Crossing: Pocket Camp Complete (avec le support de DeNA, NDcube et EPD 5)  | -                                                 | Hideki Konno                                | 2024  | iOS / Android     |